# Rungia lepida
Rungia lepida är en akantusväxtart som beskrevs av C. B. Cl.. Rungia lepida ingår i släktet Rungia och familjen akantusväxter. Inga underarter finns listade i Catalogue of Life.